# Frauenstraße (Dresden)
Die Frauenstraße liegt zwischen dem Kulturpalast an der Galeriestraße und dem Neumarkt. Sie ist eine Innenstadtstraße im Zentrum von Dresden und gehört zum Stadtbezirk Innere Altstadt. In den Nachkriegsjahren wurde sie nach der Ruinenberäumung und den Neubauten der Ernst-Thälmann-Straße aus dem Straßenregister gelöscht. Mit dem Dresdner Projekt der Innenstadterneuerung um die Frauenkirche gelangte der bis 1945 bebaute Straßenzug wieder zu seiner historischen Bedeutung.

## Lage
Die Frauenstraße liegt im Stadtbezirk Altstadt und gehört zur Gemarkung Altstadt I. Sie verbindet den Neumarkt mit der Galeriestraße (Kulturpalast) und erlangte mit dem Wiederaufbau der Frauenkirche und den Bauarbeiten am Neumarkt um 2010 ihre innerstädtische Bedeutung zurück. Von der Frauenstraße führt als Querstraße die Schuhmachergasse nach Süden an eine Einbahnstraße (West-Ost) die mit den Häusern Wilsdruffer Straße 14 und 16 als Zufahrts- und Anlieferstraße in den 1960er Jahren zwischen Galeriestraße und Kleiner Kirchgasse entstand. Seit Beginn der 1950er Jahre war der Neumarkt (außer am Standort der Frauenkirche) von Trümmern beräumt, jedoch verblieb er ohne konkrete Planungen. So bestand zu diesem Zeitpunkt kein Anlass den Straßenzug der Johannstraße (danach als Ernst-Thälmann-Straße benannt) nicht zu verbreitern. Zwischen der Rückseite der Wohnhäuser der Wilsdruffer Straße, dem Kulturpalast und dem Albertinum bestand eine von der Ruine der Frauenkirche dominierte brache Freifläche.
Die Frauenstraße ist mit einer gegenwärtigen Länge von 90 Metern und einer Breite von sieben Metern in historischer Lage wieder „belebt“ worden. Im Gegensatz zur Lage vor der Zerstörung Dresdens 1945 konnte – wegen des sperrenden Kulturpalasts – nur noch der Abschnitt östlich der Galeriestraße eingerichtet werden. Historisierend wurde als Straßenbelag um den Neumarkt ein ebenes Großpflaster gewählt, die Straße ist als verkehrsberuhigter Bereich markiert.
Bei der Bebauung des Neumarktes wurden für die Planung und die Eigentumsbildung der Investoren Quartiere geschaffen. An der Nordseite der Frauenstraße besteht das Quartier VI und an der Südseite befindet sich das Quartier V, letzteres mit den zwei Planungsflächen V/1 und V/2.
Das historische Straßenraster nach dem Plan von 1862/1870 sowie dem Plan von 1911/1940 zeigt die Frauenstraße zwischen Schössergasse und Neumarkt, etwa im Winkel von 15° zur König-Johann-Straße. An der Galeriestraße ist der breitere westliche Abschnitt in der Straßenachse ca. zehn Meter von Südwest nach Nordost versetzt. Westlich der Schössergasse setzt sich der Straßenzug parallel zur Wilsdruffer Straße mit der Rosmaringasse zur Schloßstraße und dann in die Große Brüdergasse fort.
Bei der Errichtung des Kulturpalastes in der Mitte der 1960er Jahre wurde der westliche Abschnitt der Frauenstraße zwischen Schössergasse und Galeriestraße für dessen Grundriss genutzt. Bei der Wiederergestaltung des Neumarkts war diese Fläche damit nicht als Straßentrasse nutzbar. Es entfielen die Grundstücke Frauenstraße 1–5 (ungerade) und 2–8 (gerade) für die Wiederbebauung in den 2000er Jahren. Eine Umgestaltung des Kulturpalastes wurde bei den Planungen zum Neumarkt diskutiert, jedoch verworfen.

## Geschichte

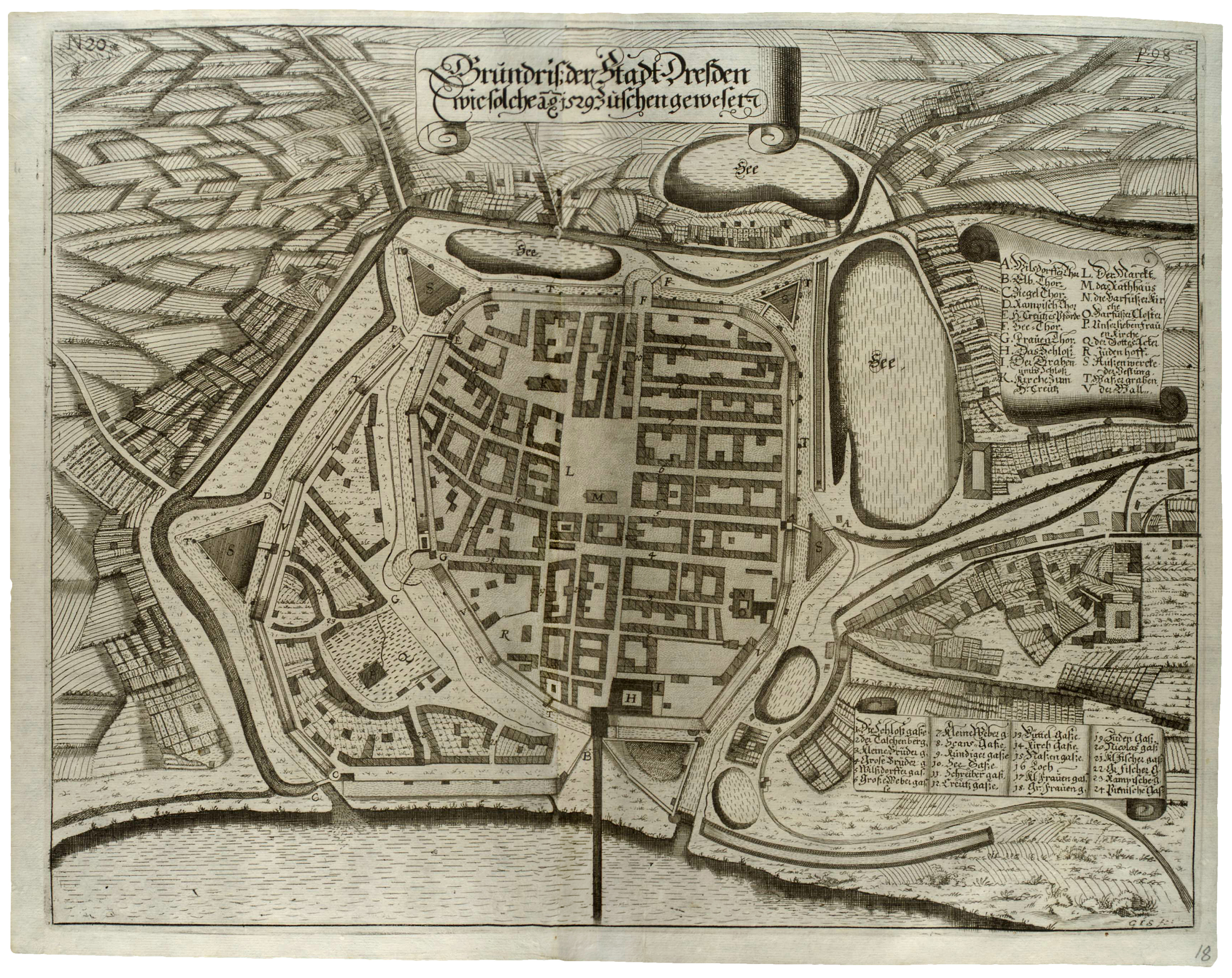
gesüdeter Grundriss der Stadt Dresden 1529 (von Anton Weck)

Mit dem Ausbau des Dresdner Stadtgebiets südlich des Taschenbergs ergab sich die Straßentrasse der Frauenstraße auf dem Weg zwischen Poppitz und Ranvoltitz. Als Frauengasse zählt der innerstädtische Weg von der Schloßstraße nach Osten zum Frauentor, die Schloßstraße markiert den Weg vom Schloss auf dem Taschenberg am Westrand des (alten) Marktes zur Stadtmauer im Süden und dem Seethor. „Ursprünglich gab es, wie jetzt, nur eine Gasse dieses Namens, die den südlichen Teil der heutigen Galeriestraße und den östlichen der derzeitigen Frauenstraße in sich begriff und als ‚platea beatae virginis‘ bereits um 1370 Erwähnung findet; 1396 heißt sie Frouwingasse, 1428 Unser Liebin Frauwen gasse, weil sie aus der Stadt heraus nach der Frauenkirche führte.“ Die Frauengasse erschloss den nordöstlichen Bereich innerhalb der Stadtbefestigung. Das Frauentor führte bis zur Stadterweiterung in den östlichen Vorortbereich um die Kirche zu Unser lieben Frauen. Dieser frühe Kirchbau bestand bereits im 13. Jahrhundert. Vor dem Frauenthor an der Frauenkirche führte östlich die Rampische Gasse nach Pillnitz und südöstlich die Pirnaische Gasse in Richtung Pirna.
1370 wird an der Frauengasse eine öffentliche Badestube genannt. Als Moritz 1547 die Kurwürde erhielt, baute er Dresden als Residenzstadt aus. Er erweiterte das Residenzschloss und verschob die Stadtbegrenzung, sodass innerhalb der Stadtbefestigung der Neumarkt (an der Frauenkirche) entstand. Auf der vor der Erweiterung erstellten Karte von 1529 liegt die Große Frauengaß (18) zwischen Frauenthor (G) und Judengaß (19, 1852 → Galeriestraße) mit der Bebauung südlich zum Jüdenhoff (R). Nach Westen wird die Trasse von der Großen Brüdergaße (4) übernommen. Die Kleine Frauengaße (17) führt südlich von der Großen Frauengasse nahe dem Frauenthor zum Loch (16), das die Wilßdorffer Gasse (5) vom Marckt (L) an zum Wall (V) verlängert. Das Loch bildet an der Kleinen Frauengasse einen leichten Knick nach Süden und endet nahe der Büttel Gaße (13) an der Stadtbefestigung ohne Durchgang.
Die Zuordnung der Namen zum Straßenzug ist wohl in den vergangenen 500 Jahren in ihrer Lage nicht durchgehend bestehen geblieben und sicher nicht fixiert gewesen. Bei Hantzsch findet sich dazu: „Im Jahre 1577 kommt für ihren nach dem Altmarkt zu gelegenen Teil vorübergehend die Benennung Obere Frauengasse, 1513 für die ganze Gasse der Name Große Frauengasse vor. Später verblieb dieser [Name] nur ihrem südlichen Teile, wurde aber gleichzeitig auf die Judengasse (Galeriestraße) erstreckt, so dass nunmehr die Große Frauengasse vom Altmarkt bis zum Jüdenhof reichte. Dagegen vereinigte man mit dem am Neumarkt ausmündenden Endstück der alten Frauengasse den sich ihr im Westen anschließenden und bis an die Schössergasse reichenden breiteren Straßenteil der Rosmaringasse, der im 16. und 17. Jahrhundert der Brotmarkt oder An den Brotbänken hieß, weil sich dort seit 1558 die Brotbänke befanden. Diese Verlängerung der ursprünglichen Frauengasse wurde die Veranlassung, ihr erneut die Benennung Große Frauengasse beizulegen, während man die bisherige Gasse dieses Namens, die heutige Galeriestraße, nun schlechthin als Frauengasse bezeichnete. Ohne erkennbaren Grund trat hierin am Ausgange des 18. Jahrhunderts wieder ein Wechsel ein, indem man jetzt die bisherige ‚Große‘ mit Beziehung auf eine noch vorhandene ‚Kleine‘, die heutige Schumachergasse, nunmehr Mittle Frauengasse, und die vom Altmarkt nach dem Jüdenhof führende Frauengasse Große Frauengasse nannte. Von jener wurde der westliche Teil, den man 1840 wieder zur Rosmaringasse geschlagen hatte, 1862 abermals mit der Mittleren Frauengasse vereinigt und zugleich dem Straßentrakt die Benennung Frauenstraße beigelegt.“
1760 bei der Beschießung Dresdens im Siebenjährigen Krieg durch preußische Truppen gegen die österreichische Besatzung wurde die Bebauung der umliegenden Straßen schwer betroffen. Die Gebäude wurden wieder aufgebaut oder es wurde neu gebaut. Allerdings konnten darüber Jahrzehnte vergehen und es bestanden langjährige Bauplätze. Durch die Kriegsschäden war Dresden verarmt und die sächsische Wirtschaft geschädigt. Die Bebauung der Frauengasse gehörte vorher zum „barocken Dresden“. 1850 gründeten Müller und Klemm in der Frauengasse die Europäische Modenakademie, einen Aus- und Weiterbildungsbetrieb mit angeschlossenem Moden-Verlag.
Von den erneuten Zerstörungen der Innenstadt beim Luftangriff am 13. Februar 1945 waren die Bauten an der Frauenstraße schwer betroffen und total zerstört, nicht aufbaubar. Vor dem Beginn der Neubauten um den Altmarkt waren die Ruinen auch der Frauenstraße beräumt, wodurch der Neumarkt leere Stadtfläche um die als „Kriegsgedenken“ erhaltene Frauenkirche wurde.
Mit dem in den 2000er Jahren erfolgenden (Wieder-)Aufbau der Frauenkirche und der Planung des Neumarktes wurde die restaurierende Gestaltung der umliegenden vormaligen Straßen des barocken Dresdens nach historischen Vorbildern begonnen und umgesetzt. Es wurde weitestgehend das ursprüngliche Straßenraster wieder hergestellt, so der „Bereich mit Straßenbelag“ zur Frauenstraße.

## Historische Bebauung vor 1945
Im Folgenden sind Anmerkungen aus verschiedenen Quellen und den Dresdner Adressbüchern zu den Häusern, Eigentümern und Bewohnern sowie Nutzern der Frauenstraße aufgenommen, vor 1862 vorrangig beschränkt auf die so benannte Trasse. Die Hausbezeichnungen wechseln sowohl zwischen der Bezeichnung nach dem Besitzer als Straßenname mit Hausnummer, beispielsweise im Adressbuch 1799 ist offensichtlich die Katasternummer als Hausnummer eingesetzt.
Bevor die Straßen der Altstadt 1862 neu geordnet wurden finden sich die Angaben im Adreß- und Geschäftshandbuch der königlichen Haupt- und Residenzstadt Dresden 1859. Dieses enthält die Große Frauengasse zwischen Jüdenhof und Badergasse, die Kleine Frauengasse von der Badergasse zur Mittleren Frauengasse und die Mittlere Frauengasse vom Neumarkt zur Rosmaringasse. Wobei die Mittlere Frauengasse dem Lauf der kommenden Frauenstraße entspricht. Auf der Mittleren Frauengasse stehen die Häuser 1–13 (Katasterflächen 236–248), das Haus 1 steht am Neumarkt, das Haus Nummer 8 ist unter Große Frauengasse 5c erfasst und das Haus 12/13 ist ein Doppelhaus wiederum am Neumarkt. Die Häuser sind für die Große Frauengasse in Hufeisennummerierung 1–13 (Katasterflächen 250–262) und 14–22 (Katasterflächen 812–815 für Haus 14–17, 820–824 für 18–22) aufgenommen. In der Kleinen Frauengasse sind die Grundstücke 1–13 auf den Katasterflächen 266–278 aufgenommen.
1862 wurden in der Altstadt Straßen neu geordnet. Im Adressbuch 1863 ist damit die Mittlere Frauengasse als Frauenstraße mit den Häusern 1–13 erfasst, in der Lage zwischen Neumarkt und Rosmarin-/Schössergasse. Nun liegt das Haus 1–7 auf den Katasterflächen 236–242, das Haus 8–11 auf Kataster-Nr. 816–819 und 12 und 13 wiederum auf 244 und 245. Die vormals Große Frauengasse verläuft als Galeriestraße zwischen Badergasse und Jüdenhof. Die Kleine Frauengasse wurde in Schuhmachergasse benannt, gemäß der dort stark vertretenen Berufsgruppe.
Der letzte Eintrag für die Frauengasse vor der Zerstörung findet sich im Adressbuch 1943/1944 (ausgedruckt am 15. Juni 1943), wobei die Frauenstraße wechselseitig nummeriert zwischen Schössergasse und Neumarkt vermerkt wird. Die Grundstücke 1 bis 5 sowie 2 und 2a liegen zwischen Schössergasse und Galeriestraße. An der Nordseite (rechte Seite) setzen die Grundstücke 7 und 9 jenseits der Galeriestraße fort. Die südlichen Grundstücke östlich der Galeriestraße sind als 4 bis 12 zur Schuhmachergasse und über diese an den Neumarkt hinan das Grundstücke 14 aufgenommen. Die Frauenstraße liegt 1943 in der Altstadt, Ortslistenabteilung A und dem Briefzustellbeirk A 1, zuständig ist das Polizeirevier 1 und zum Dom-Kirchbezirk.

### Linke Seite
- Schössergasse
- Frauenstraße 1 liegt an der Nordostecke zur Schössergasse: 1911–1915 Uhren- und Goldwarengeschäft von H. Lorenz, Cafe, bis 1913 Inh. Ernst Wassermann, ab 1913 Inh. Franz Strohwasser. Adressbuch 1943: Haus 1 ist sechsgeschossig (Eigentümer ist ein Reg.-Baurat aus Leipzig). Im Erdgeschoss befinden sich Geschäftsräume (Kolonialwarenhandlung, Schneidereibedarf, Friseur und Firma Heinrich Lorenz) und in den oberen fünf Etagen liegen 13 Wohnungen.
- Frauenstraße 3: 1929 ist hier die Wilhelm Föllmer Likörfabrik. Im Adressbuch 1943 ist ein Gebäude mit sechs Geschossen als Haus 3 angegeben. Im Erdgeschoss eine Tabakwarenhandlung, in den oberen Etagen jeweils nur eine Wohnung.
- Frauenstraße 5: Für das Haus 5 ist 1943 als Eigentümer der Kürschner Georg Emil Arthur Wünscher genannt. Genutzt wird es vom Erdgeschoss bis zum IV. Stock von den Geschäftsräumen der Firma „von Soosten & Vogl“.
- Galeriestraße
- Frauenstraße 7: Chiapponisches Haus – 1905 W. A. Schmidt Nachf., Hofkürschner, Hoflieferant. Das Haus 7 wird 1943 ausschließlich gewerblich genutzt. Neben den Geschäftsräumen der Eigentümer Maul und Leydel (Textilgroßhandlung) befinden sich im Erdgeschoss die Geschäftsräume der Sächsischen Porzellan-Steingut-Manufaktur und Glashüttenniederlassung Ernst Ullrich junior, bis zur IV. Etage die Räume der Dresdner Wäschefabrik Erich W. Maul. Dazu gehört das Hintergebäude mit einem Erdgeschoss der Packerei Kurt Schwarzer.
- Frauenstraße 9: Dinglingerhaus – nachgewiesene Besitzer des Hauses sind 1664–1731 der Hofjuwelier Johann Melchior Dinglinger. 1905 der Schneider und Hoflieferant Heinrich Miltenberger. Seit 1911 wird der linke Teil als Klepperbeinsches Haus bezeichnet, da die Drogerie Klepperbein Eigentümer wird.[19] 1943: Das Haus 9 wird im III. Stock vom Eigentümer Drogist Ernst Gustav Wirthgen bewohnt. Im Erdgeschoss und I. Stock sind Geschäftsräume der Firma C.G. Klepperbein. Im II. Stock wohnt ein Oberarzt, im III. ein Markthelfer und im IV. ein Kapellmeister.
- Neumarkt
- Eckhaus Frauenstraße/Neumarkt 13: 1850–1851: Heinrich Herrmann Bothen, (B) Joseph Meyer Kaufhaus „Au Petit Bazar“ Joseph Meyer, Elegante Wäsche

### Rechte Seite
- Schössergasse
- Frauenstraße 2a
  - 1943 ist auf Grundstück 2a ein Gewerbehaus (Fahrstuhl ist vorhanden) mit sechs Geschossen notiert. Im Erdgeschoss befinden sich Leihbücherei, Dresdner Frauen-Buchhandlung, Chemische Reinigung/Dampfbügelei/Kunststpferei, Reformhaus, Zauber-Manfredo[20], Münch & Co., Grundstücksmakler, Handlung mit Bürobedarfsgegenständen, Rundfunkapparate-Handlung. Der I. Stock wird vom NS.-Reichskriegerbund im Gaukriegerverband Elbe, den Firmen Willy Neumann, Fritz Ludewig, Felix Heinze und Haack-Sparbleistift sowie dem Fabriklager Dresden der Muratti-Cigarettenfabrik belegt. Die Firma M. Wendt befindet sich im I. und II. Stock. In dieser II. Etage sind zudem Geschäftsräume genannt: Deutsche Hausbücherei (Zwst. Dresden), die Firma Walter Thamhain, die Mechaniker Piehl und Schulz, die Kaufleute Max Betterlein und Moritz Hoffmann. Der III. Stock wird von Zweigniederlassungen der Otis Aufzugswerke und der Optischen Werke Rodenstock München, dem Büro Hermann Landmann und den Firmen Fritz v.d. Gönna und Fritz Reinhold belegt. Im IV. Stock befinden sich die Geschäftsräume der Firmen Heinz Stürtze und Phillipp & Co. sowie vom Goldschmiedemeister Fritz Seide. Im obersten Geschoss hat eine Gymnastiklehrerin den Unterrichtsraum.
- Frauenstraße 2
  - Adressbuch 1943: Haus 2 wird nur mit dem Erdgeschoss im Adressbuch genannt, es liegt an der Ecke Schössergasse und steht im Eigentum von Simons Erben. Es wird vollständig vom Geschäftsraum der Firma „Zum Pfau“ Robert Gaideczka G.m.b.H. genutzt.
- Galeriestraße
- Frauenstraße 4
  - Haus 4 und 6 östlich der Galeriestraße sind fünfgeschossige reine Wohnhäuser, das Grundstück 8 entfällt.
- Frauenstraße 6
  - Haus 4 und 6 östlich der Galeriestraße sind fünfgeschossige reine Wohnhäuser, das Grundstück 8 entfällt.
- Frauenstraße 8
  - Das Grundstück 8 entfällt nach Adressbuch 1943.
- Frauenstraße 10
  - Das Haus 10 besitzt auf fünf Etagen zehn Wohnungen und zusätzlich im Erdgeschoss Geschäftsräume der Firma Julius Scholz & Co. sowie der Rheinischen Buntpapierfabrik Erkrath.
- Frauenstraße 12
  - Haus 12 ist mit den Katasterflächen 237, 238 und 272 aufgenommen. Im Erdgeschoss hat ein Schuhmacher den Geschäftsraum und im I. Stock der Hauseigentümer seine Räume der Fabrik für Lederbekleidung Tschache & Co. Zudem hat der Barbier Hoffmann Räume im Erdgeschoss und III. Stock und im II. bis IV. Stock liegen sechs Wohnungen (Drogist, Handlungsvertreter, Steuersekretär, im III: Witwe, Schneidergeselle, Werkmeister).
- Schumachergasse
- Frauenstraße 14: Um 1749 wurde das Köhlersche Haus von Andreas Adam im Stil des Rokoko als Wohnhaus erbaut. Der Erker am Eckhaus zum Neumarkt 12 wurde um 1530 erbaut und 1536 der Kinderfries von Christoph Walther angebracht. 1730–1731 erfolgte ein Umbau.[21]
  - Laut Adressbuch 1943 ist das sechsgeschossige Haus 14 zwischen Schuhmachergasse und Neumarkt getrennt nach linker und der rechten Seite aufgeführt. Linke Seite wohnt der Hauseigentümer Michael Siedel in der III. Etage. Im Erdgeschoss befinden sich drei Geschäftsräume, und in den darüber liegenden fünf Etagen sind (mit der des Eigentümers) acht Wohnungen und ein Geschäftsraum (III. Stock) verzeichnet. Die rechte Hausseite ist mit zwei Geschäftsräumen im Erdgeschoss und dem der Firma Franz Striegler Nachf. im I. und II. Stock (inkl. dem im Erdgeschoss der anderen Hausseite) aufgenommen. Die zwölf Wohnungen im Haus verteilen sich auf je drei im III. und IV. Geschoss und sechs im obersten Stockwerk.
- Neumarkt

### Eckhäuser der Querstraßen
- Eckhäuser der Galerie- mit der Frauenstraße
  - Galeriestraße 7/Frauenstraße (SW): 1905 C. G. jun. Klette, Kürschner, Pelzwaren und Teppichreinigung, Hoflieferant
  - Galeriestraße 9/Frauenstraße: Erker Ecke Frauen- und Galeriestraße, Schiffmühle, M. Salomon Antiquitäten, 1902 Salomon’s Antiqariat- und Verlags-Buchhandlung, 1913 Garn- und Strumpfwaren-Geschäft von Bernhard Münch, Gedenktafel an Carl Maria von Webers Wohnhaus
  - Galeriestraße 12/Frauenstraße: 1902, 1912 Antiquariat C. Winter, 1937 Sporthaus Kreidl
- Eckhäuser der Schössergasse und Frauenstraße
  - Schössergasse 4/Frauengasse (S): Uhren- und Goldwarengeschäft von H. Lorenz
- Ecke Frauengasse und Schumachergasse
- Schuhmachergasse 6: Postkarte
- Schuhmachergasse 12: Schankwirtschaft Max B. Schöne
- Ecke Neumarkt 12/Frauengasse

## Bebauung (Neubau)

Grundstücke am Neumarkt
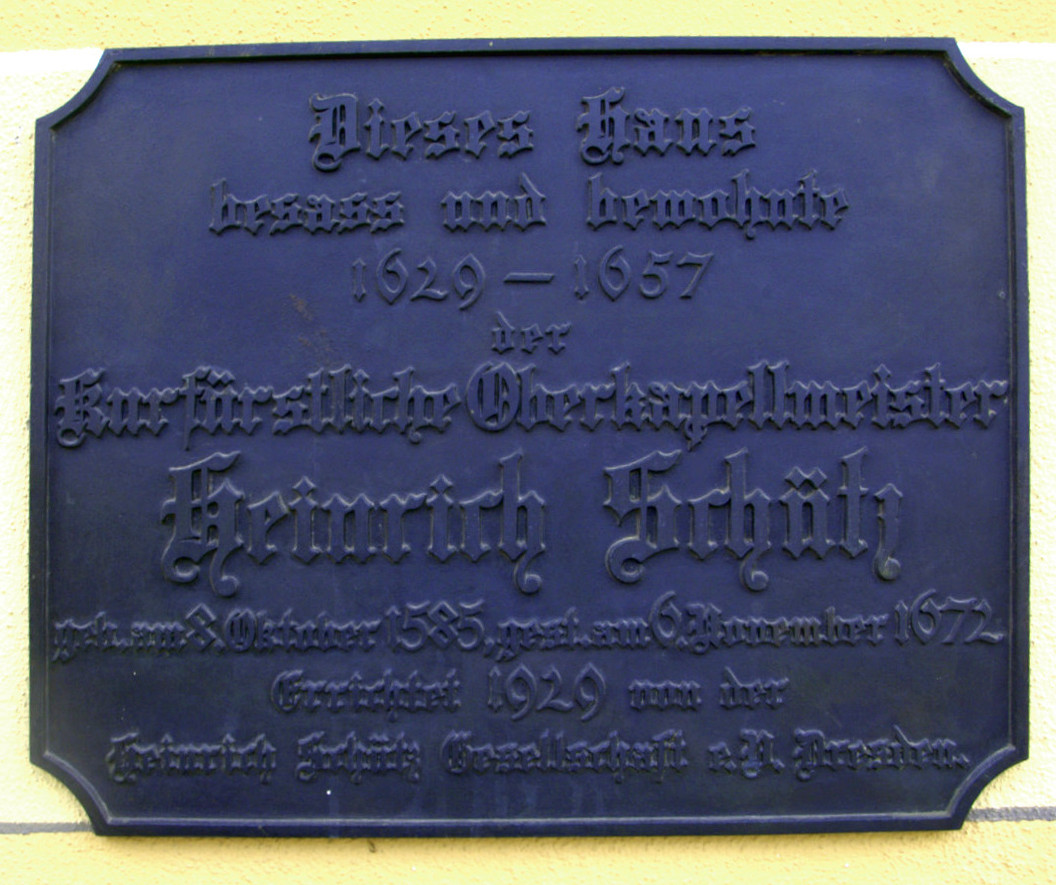
Gedenktafel Heinrich Schütz
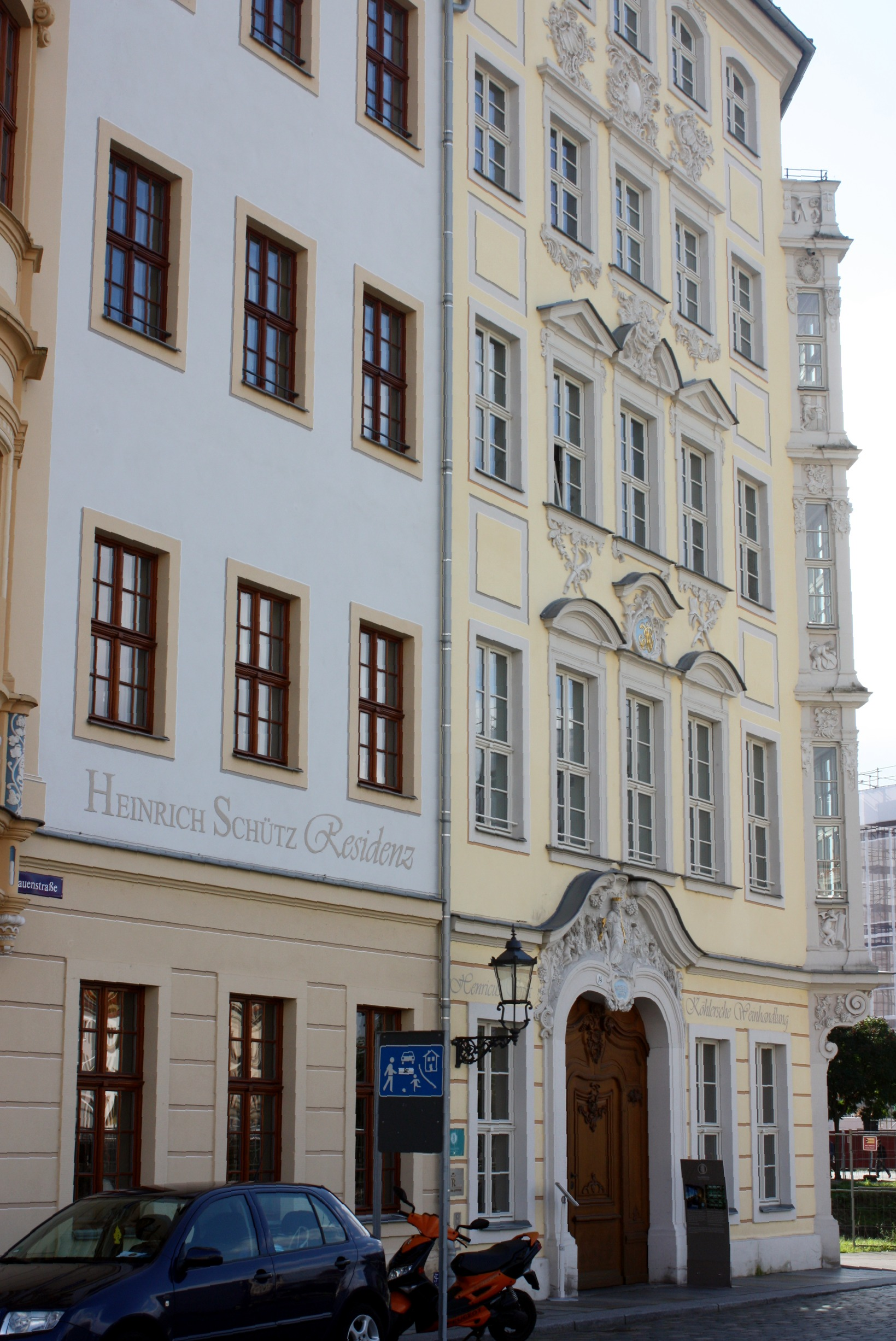
Neubau 14
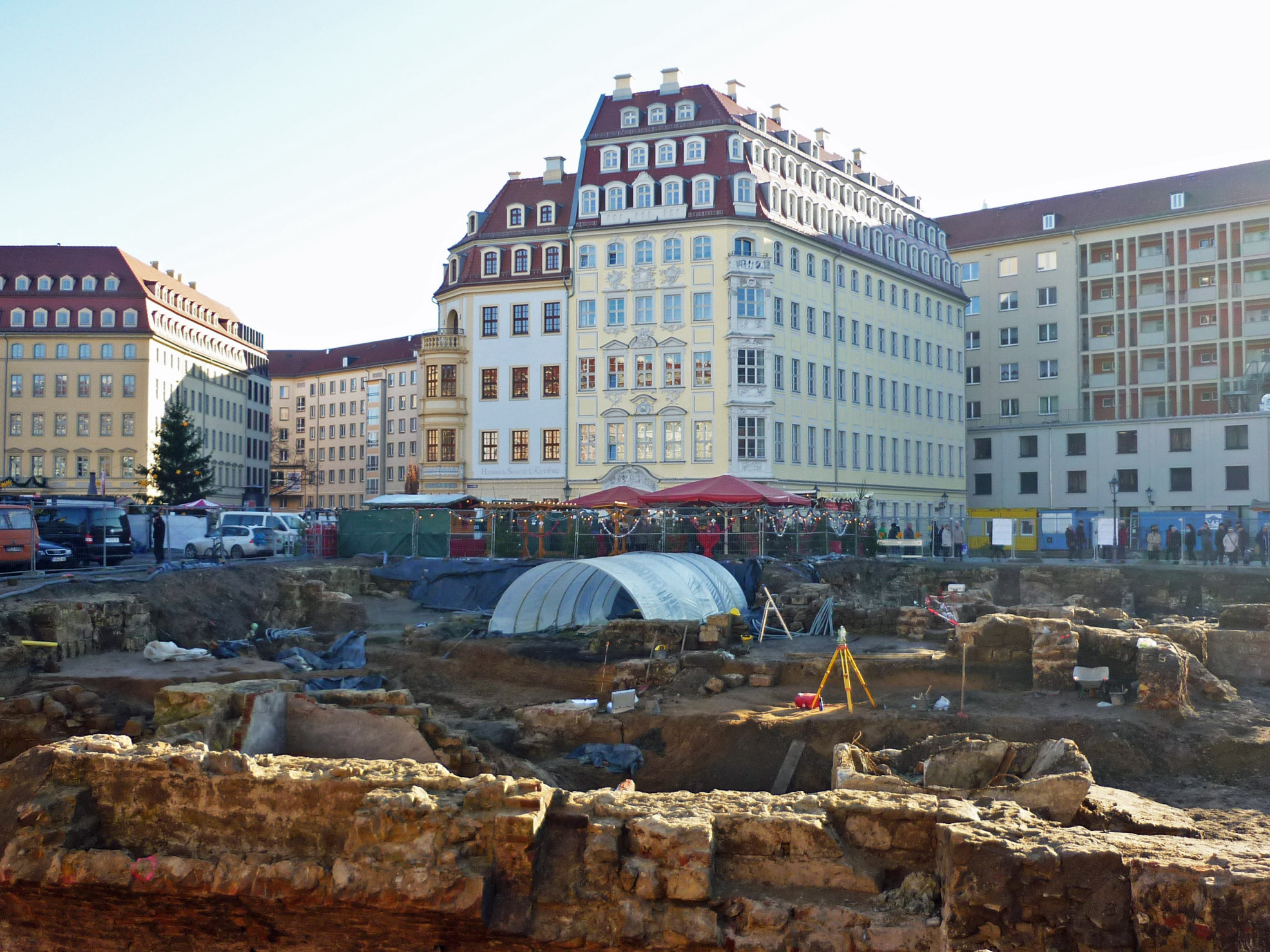
Grabungen (Quartier VI)
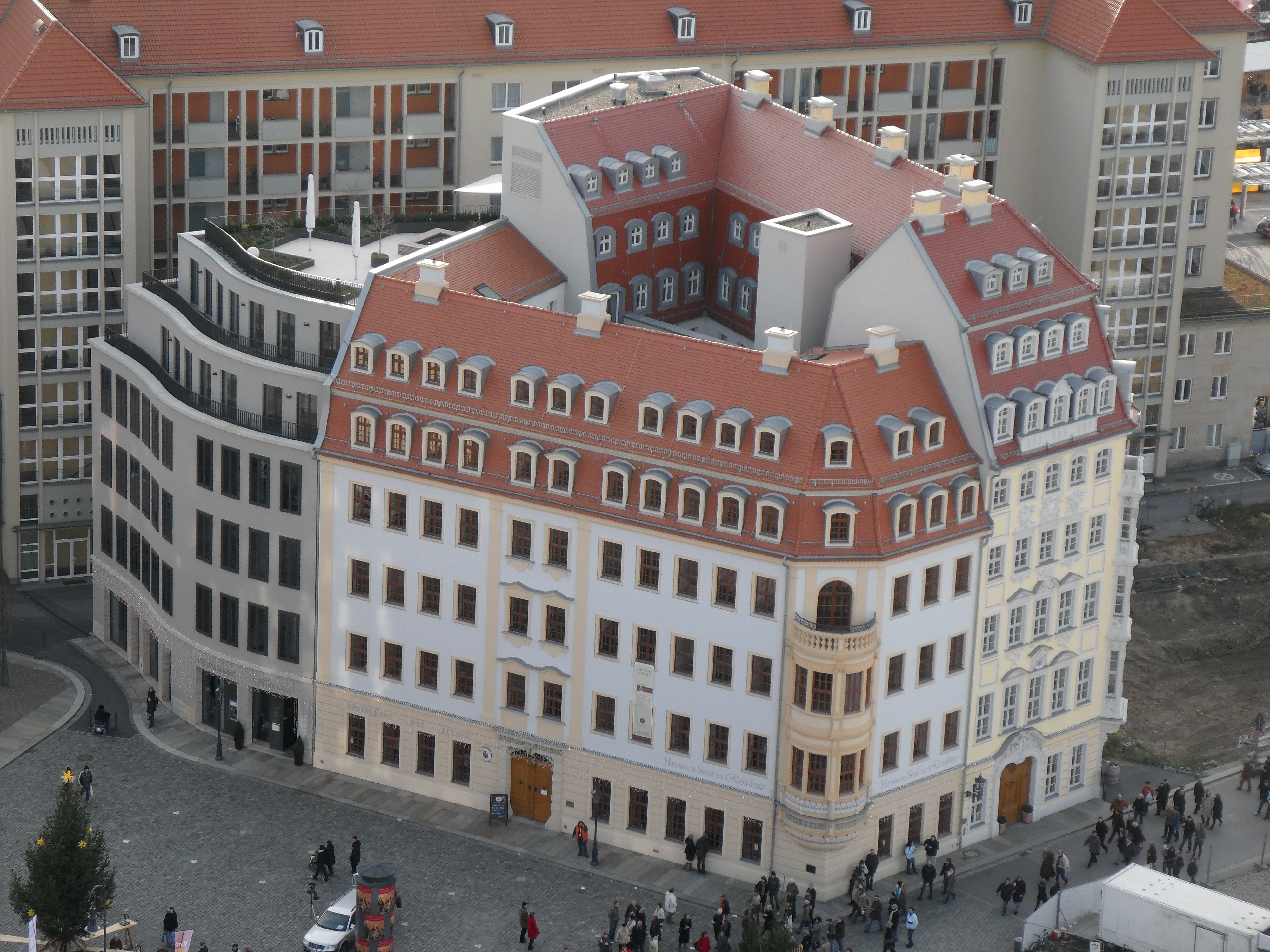
Frauenstraße 14 und Neumarkt 12
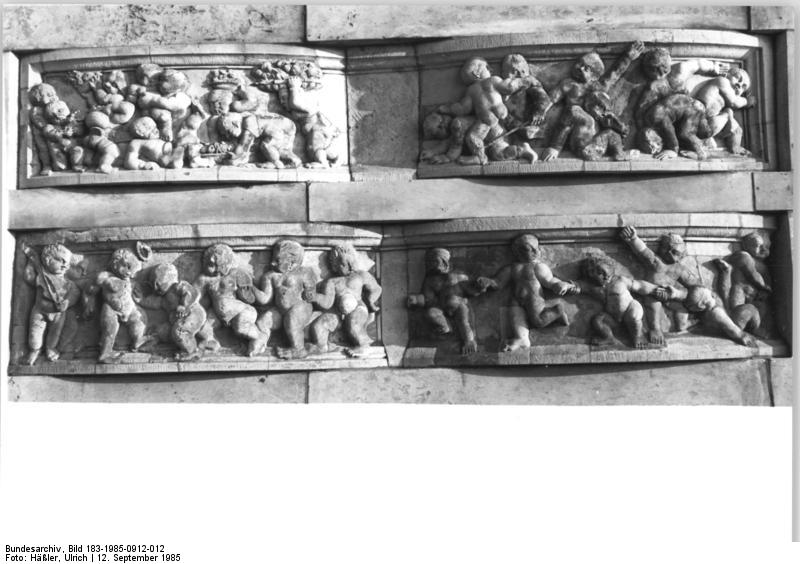
Kinderfries (Frauenstraße 14)

### Südseite
Bei der Neugestaltung des Neumarktes zu Beginn des 21. Jahrhunderts wurde zwischen Frauenstraße und der Rückseite der Wilsdruffer Straße, begrenzt von Schuhmachergasse und Moritzgasse das Quartier V/2 gebildet.
Das Quartier V/2 wurde an der Frauenstraße wurde mit dem Köhlerschen Haus (Frauengasse 14) und dem am Neumarkt stehenden Heinrich-Schütz-Haus (Neumarkt 12) bebaut. Diese Gebäude des Quartiers V/2 (Heinrich-Schütz- und Köhlersches Haus) gelten als Leitbauten am Neumarkt. Für die Ausgestaltung im Quartier V/2 wurden aus den Ruinen geborgene Schmuckfragmente des Kinderfries und die Puttenplastiken 2008 zur Frauenstraße 14 zurückgeführt. Beide historischen Gebäude werden als „Heinrich Schütz Residenz Dresden“ genutzt. Diese entstand durch den Bauherrn Martinshof Rothenburg Diakoniewerk 2007–2008 für Baukosten von 10,5 Millionen Euro mit 47 Wohnungen auf 7867 m² Bruttogesamtfläche.
Das vormalige Häuserkaree war entlang der Schuhmachergasse zwischen Frauengasse und König-Johann-Straße knapp 130 Meter lang. Durch die Verbreiterung der Wilsdruffer Straße und die Bebauung mit dem Haus Wilsdruffer Straße 14/16 einschließlich der Zufahrtsstraße hinter dem Haus hat sich die verfügbare Länge an der Schuhmachergasse auf 35 Meter für das Haus Frauengasse 14 reduziert.
An der Südseite der Frauengasse wurde zudem das Quartier V/1 gebildet, das mit Stand von Frühjahr 2016[veraltet] noch unbebaut ist. Das Quartier wird von Frauenstraße / Schuhmachergasse / Zufahrtsstraße für Wilsdruffer Straße 14/16 / Galeriestraße umgeben. Bauplanungen des Investors wurden mehrfach durch die Planungsbehörde abgelehnt und geändert.

### Nordseite
Mit der Neubebauung des Neumarktes wurde nördlich der Frauenstraße zum Jüdenhof hin das Quartier VI gebildet. Das Quartier VI wirkt als Blicksperre zwischen dem quaderförmigen Gebäude des Kulturpalastes aus den 1960er Jahren und den rekonstruierten Gebäuden des Neumarktes aus den 2010er Jahren. Zudem wird der Jüdenhof als westlicher Anschluss am Neumarkt seine Platzstruktur wieder erhalten.
Eine zunächst auf dem Quartier VI vorgesehene Wiedererrichtung des Alten Gewandhauses wurde konträr diskutiert und schließlich aus der Planung genommen. Das als Vorlage gewählte historische Gebäude hatte die Bombardierung durch preußische Truppen 1760 unbeschädigt überstanden. Es wurde jedoch 1791 abgerissen, da schon damals eingeschätzt wurde, dass „den Charakter des Neumarktes zerstörte“. Vorgesehen war Anfang der 2010er Jahre der Neubau eines modernen Gewandhauses als „Museum für moderne Kunst“. So „wurde am 03. Juni 2010 im Stadtrat beschlossen, die Gewandhausfläche nicht zu bebauen.“
Die Planungen der drei Investoren des Quartiers VI wurden mehrfach geändert. Das Oberverwaltungsgericht Bautzen entschied 2015, dass der Bebauungsplan für das Quartier VI auf dem Neumarkt unwirksam ist. Durch Unklarheiten entstanden Verzögerungen und der Baubeginn wurde verschoben.
Die etwa 2000 Quadratmeter des Quartiers liegen im Karree Frauenstraße / Galeriestraße / Rosmaringasse / Straße zum Jüdenhof und dessen Südrand am Johanneum (Verkehrsmuseum). Nach Abschluss der archäologischen Grabungen im Jahr 2015 können die Bauarbeiten beginnen. Als Leitbauten auf diesem Quartier sollen das Regimentshaus am Jüdenhof (Neumarkt 15) und das Dinglinger-Haus (Frauenstraße 9) rekonstruiert werden. Für diese Bauten ist der Investor und Eigentümer USD („Unser Schönes Dresden“) verantwortlich. An der Ecke Galeriestraße auf Frauenstraße 7 ist das Chiapponische Haus vorgesehen, das 1761 von Samuel Locke erbaut und 1945 zerstört wurde. Am Ostende der Straße Ecke Neumarkt entsteht auf Frauenstraße 9c ein Gebäude mit der historisch rekonstruierten Fassade des ehemaligen „Kaufhauses La petit Bazar“. Während das Dinglingerhaus auf historischem Grundriss mit Innenhof und Brunnen rekonstruiert wird, ist dies für die anderen hiesige Bauten nicht vorgeschrieben. Die weiteren Grundstücksteile werden vom Investor USD mit Wohngebäuden bebaut.

## Trivia
- Mit dem Bezug auf eine regional vorhandene Frauenkirche, eine Kirche „Zu Unserer Lieben Frau“ oder Liebfrauenkirche gibt es in vielen Orten Straßen mit ähnlichem Namen.

## Karten
Das Kartenforum Sachsen von „Sachsen.digital“ stellt Karten auf der Webseite der Deutschen Fotothek online zugänglich bereit.
- 1634 (gesüdet): Karte in Perspektivdarstellung[39]
- 1706: Hans August Nienborg: Kartierung der Dresdner Vorstädte, kolorierte Handzeichnung, 1706[40]
- 1755 (gewestet): Übersichtskarte von 1755[41]
- 1761 (gesüdet): [François] Cuvilliés: Project zu Ausfüllung des Grabens bey der Königlichen Residenz Stadt Dresden / so von dem Churfürstl. Ober Hof Paumeister Cuvillies auß Bayern neu-intendiert worden seyn. München um 1761 – kolorierte Handzeichnung[42]
- 1938: Stadtplan 1938[43]